# Воденичарски езера
Воденичарските езера са три езера в Северозападна Рила, разположени на около 3 км западно от хижа „Иван Вазов“, в северното подножие на връх Голям Полич (2588 m), в най-горната част на долината на река Дупнишка Бистрица. Наричани са и Горни Градински езера.
Езерата са разположени стъпаловидно едно под друго, като най-горното (на 2378,5 m) е и най-голямо – 15 дка, с почти кръгла форма с диаметър 170 m. То се намира на 42°11′08″ с. ш. 23°14′47″ и. д. / 42.185556° с. ш. 23.246389° и. д.. Средното е разположено на 50 m северно от първото, на 2373 m и е също с кръгла форма с диаметър от 50 m. Най-ниско разположено е третото езеро, на 2362 m н.в., на около 80 m северно от второто и е с размери 70 на 35 m. От най-горното езеро изтича поток, който минава последователно през другите две, продължава на север и се влива отляво в най-горното течение на река Дупнишка Бистрица.